# March 702

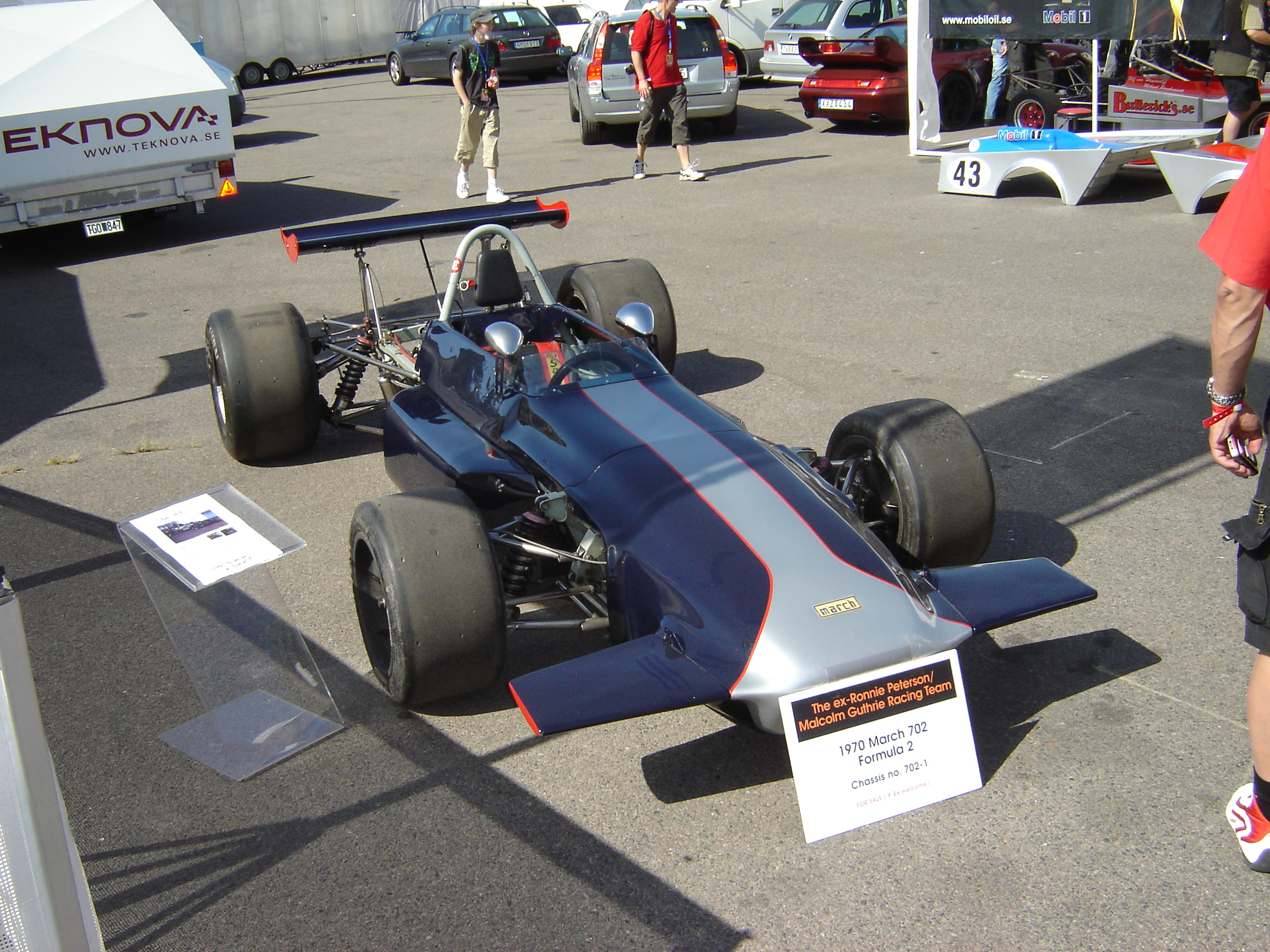
March 702

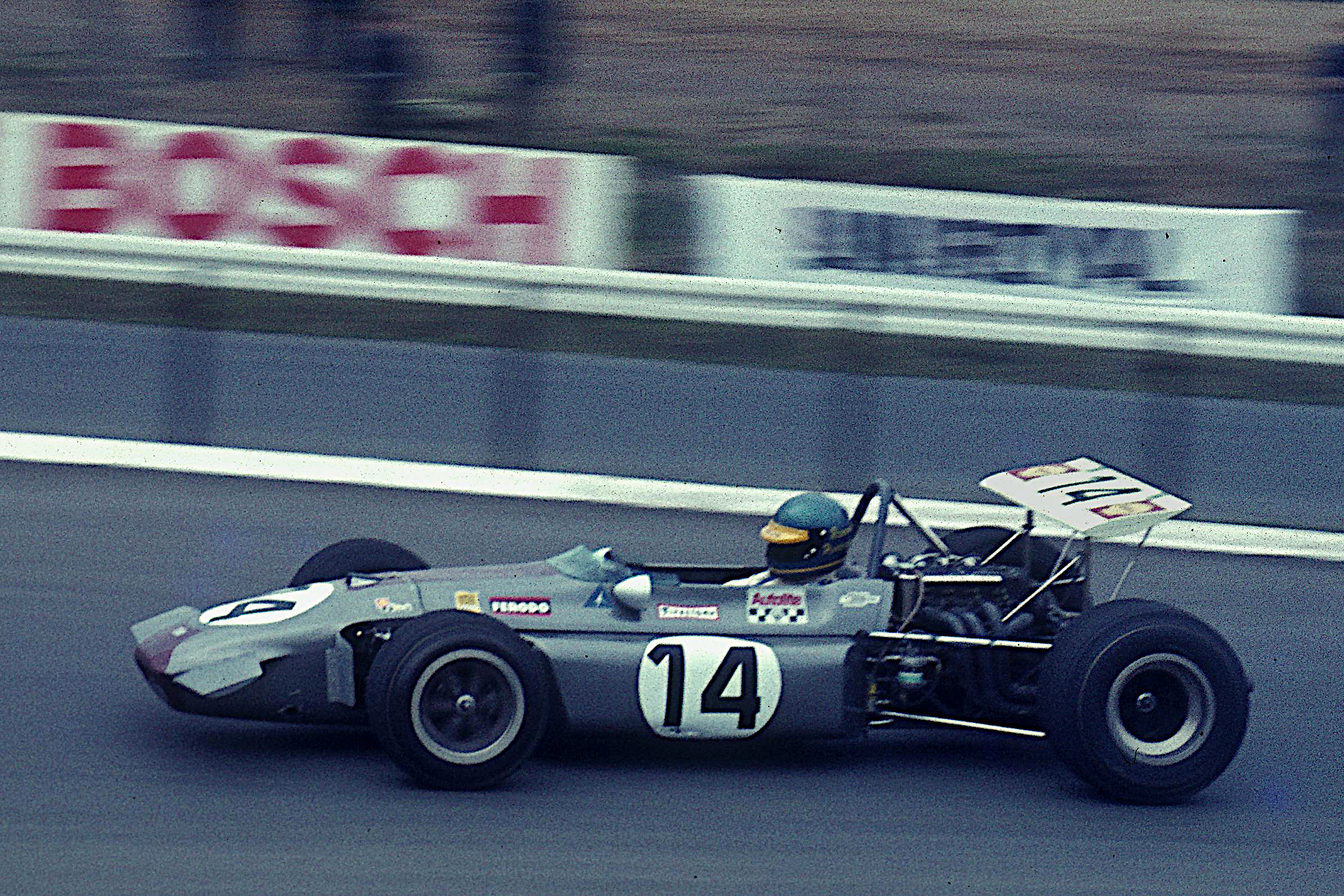
Ronnie Peterson im March 702 beim Eifelrennen 1970

Der March 702 war ein Formel-2-Rennwagen, den March Engineering 1970 baute.

## Entwicklungsgeschichte und Technik
Der March 702 war der erste Formel-2-Wagen des Herstellers. Das Fahrzeug basierte auf dem Formel-3-Rennwagen March 693 aus dem Jahr 1969. Für die Formel 2 wurden die Rohre des Rahmens verstärkt, wodurch das Gewicht des Wagens am oberen Limit lag. Als Antrieb kam ein FVA-Motor von Cosworth zum Einsatz. Nach einem Jahr Entwicklungsarbeit und dem Bau eines leichteren Fahrgestells wurde der Wagen am Ende der Saison wettbewerbsfähig.

## Renngeschichte
In der Saison 1970 wurden insgesamt wurden 6 Chassis des March 702 gebaut; 5 dieser Chassis existieren noch. Eines (#702-03) wurde zum Aufbau eines Sauber-C2B-Sportprototyps ausgeschlachtet.  
Den einzigen Sieg des 702 erzielte der Schweizer Xavier Perrot 1970 auf dem Nürburgring. Perrot gewann das Ersatzrennen für den nach Hockenheim verlegten Grand Prix von Deutschland vor Hannelore Werner, die ebenfalls einen March 702 fuhr. Der zweite Platz von Werner beim Doppelsieg der Konstruktion war die beste Platzierung, die jemals eine Frau in einem Formel-2-Wagen erzielte.